# NGC 1703
NGC 1703 este o galaxie spirală situată în constelația Peștele de Aur. A fost descoperită în 4 decembrie 1834 de către John Herschel. Se află la o distanță de 20,12 de megaparseci de Pământ.